# ГЕС Dǒngqìng
ГЕС Dǒngqìng (董箐水电站) — гідроелектростанція на півдні Китаю у провінції Ґуйчжоу. Знаходячись після ГЕС Мамая I, становить нижній ступінь каскаду на річці Бейпань, лівій твірній Хуншуй (разом з Qian, Xun та Сі утворює основну течію річкової системи Сіцзян, яка завершується в затоці Південно-Китайського моря між Гуанчжоу та Гонконгом). При цьому нижче по сточищу на Hongshui створено власний каскад, верхньою станцією якого є ГЕС Лунтань.
В межах проекту річку перекрили кам'яно-накидною греблею із бетонним облицюванням висотою 150 метрів, довжиною 679 метрів та шириною від 10 (по гребеню) до 476 (по основі) метрів. Вона утримує водосховище з об'ємом 955 млн м3 (корисний об'єм 143,8 млн м3) та припустимим коливанням рівня поверхні в операційному режимі між позначками 483 та 490 метрів НРМ (під час повені до 493,1 метра НРМ).
Зі сховища вода подається до розташованого на правобережжі наземного машинного залу через чотири тунелі довжиною 0,27 км з діаметром 9 метрів, котрі переходять у напірні водоводи довжиною по 0,33 км з діаметрами по 7 метрів.
Основне обладнання станції становлять чотири турбіни потужністю по 220 МВт, які встановлені на рівні 360 метрів НРМ. За рік станція повинна продукувати від 2476 до 3026 млн кВт-год електроенергії на рік (в залежності від рівня поверхні у розташованому нижче по сточищу водосховищі Лунтань).
Видача продукції відбувається по ЛЕП, розрахованій на роботу під напругою 500 кВ.